# Angelia Ong
Angelia Gabrena Ong (Iloilo, 27 giugno 1990) è una modella filippina, incoronata Miss Terra 2015.
È la terza filippina ad essere eletta Miss Terra, dopo Karla Henry (2008) e Jamie Herrell (2014).

## Biografia
Nasce a Lapuz Norte, piccolo baranggay della città di Iloilo, da padre di etnia sinofilippina e madre filippina. Frequenta la St. Paul University e la Hua Siong College della città, prima di trasferirsi a Manila nel 2012 per studiare marketing management al De La Salle-College of Saint Benilde.
Durante i propri studi viene convinta da amici e familiari a entrare nel mondo dei concorsi di bellezza. Nel 2011 prende parte alla 48ª edizione di Binibining Pilipinas, ricevendo il riconoscimento speciale come "volto della competizione". La giovane decide più tardi competere a Miss Manila 2014, classificandosi seconda e conquistando i premi Best in Long Gown e Press Choice Award.
Il 31 maggio 2015 è tra le partecipanti della 15ª edizione di Miss Terra Filippine, svoltasi all'SM Mall of Asia di Pasay, dove è incoronata vincitrice dalla reginetta uscente Jamie Herrell. Ciò le consente di essere scelta per rappresentare il proprio paese al concorso di Miss Terra.
Il 5 dicembre seguente vola a Vienna in occasione di Miss Terra 2015, dove è proclamata vincitrice dalla connazionale Jamie Herrell. Le Filippine centrano così la seconda vittoria consecutiva a Miss Terra, nonché il terzo successo complessivo nella storia della competizione.